# Bill Moss
Bill Moss, né le 4 septembre 1933 à Luton (Bedfordshire) et mort le 13 janvier 2010, est un pilote automobile anglais.

## Biographie
Bill Moss disputa surtout des épreuves locales, avant de se lancer en Formule 2 en 1959, sur une Cooper de l'écurie United Racing Stable. C'est au volant de cette voiture qu'il tenta de participer au Grand Prix Grande-Bretagne cette année-là, mais il ne parvint pas à se qualifier pour la course.